# Sven Gustaf Lindblom
Sven Gustaf Lindblom född 15 september 1810 i Frödinge församling, Kalmar län, död 21 juli 1888 i Kalmar stadsförsamling, Kalmar län, var en svensk konstnär.

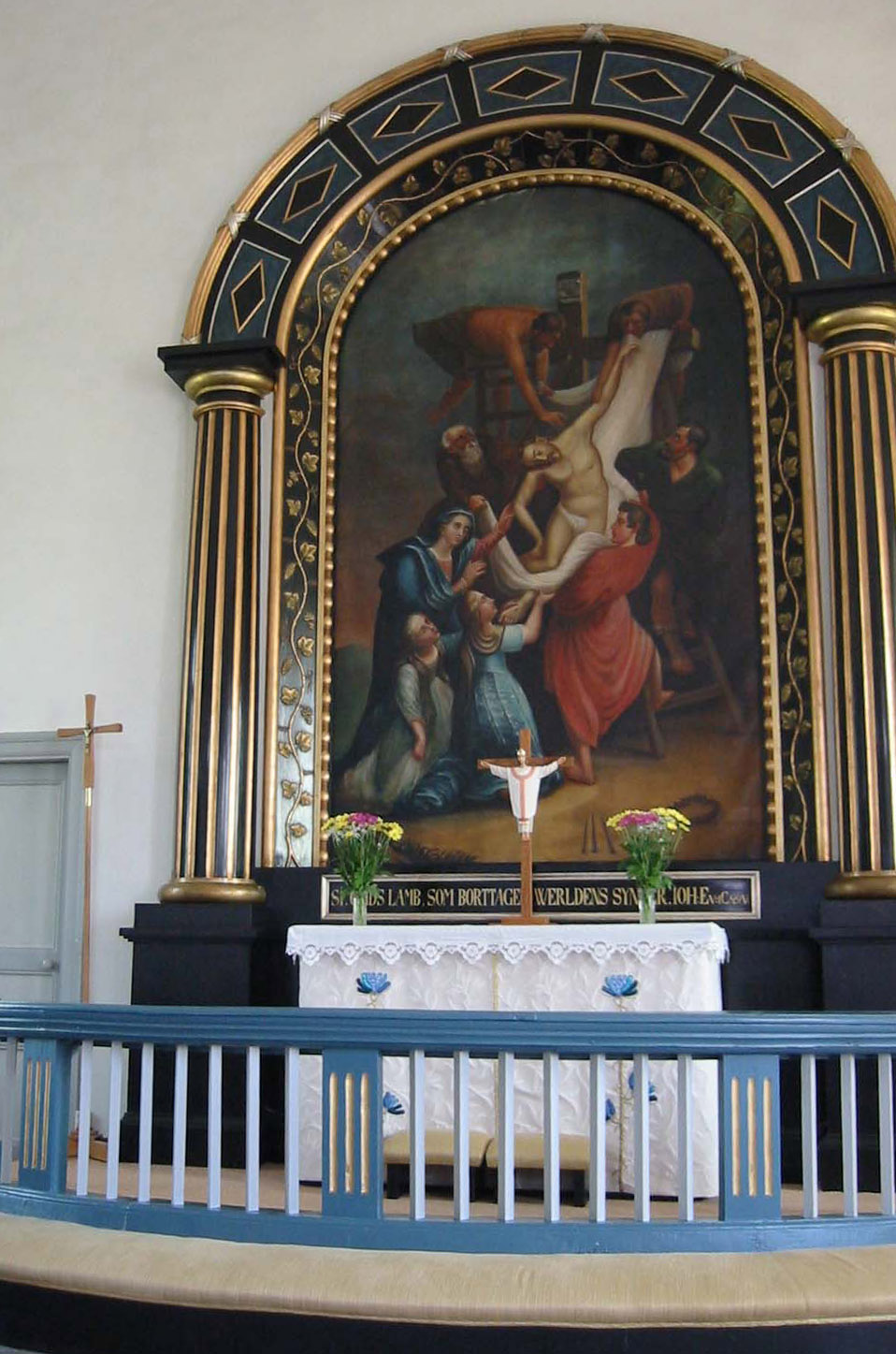
Lindbloms altartavla i Högsrums kyrka visande korsnedtagningen

## Biografi
Lindblom blev  musikfanjunkare  vid Kalmar regemente men antogs 1835 vid  Konstakademin. Efter avslutad utbildning  begav han sig bland annat till Düsseldorf. Han fick 1842 tjänsten som teckningslärare vid Kalmar läroverk, vilken han innehade i nära femtio år. 
Jämsides med sin lärartjänst var han en produktiv konstnär. Han utförde porträttmålningar men framställde även landskapsmotiv. Främst har han gjort sig känd som kyrkomålare och utförde ett trettiotal altartavlor. Han kopierade gärna berömda original. Ett av hans favoritmotiv är till exempel altartavlan i Kalmar domkyrka med motivet "Korsnedtagningen", som David von Krafft utförde efter Charles Le Bruns "Descente de croix" eller "Nedtagandet från korset"  som finns på Musée des beaux-arts i Rennes. Omkring 1845 utförde han altartavlan i Bäckebo kyrka med motivet "Kristus bär korset". Därutöver ritade han nära tvåhundra gravvårdar. Lindblom är representerad vid Kalmar läns museum.